# Față (geometrie)
În geometria în spațiu o față este o suprafață plană care formează o parte a frontierei unui obiect din spațiu; un obiect tridimensional mărginit exclusiv de fețe este un poliedru.
În diverse abordări ale geometriei poliedrelor în dimensiuni superioare, (politopuri), termenul este folosit pentru a numi un element din orice dimensiune a unui politop, indiferent de numărul dimensiunilor.

## Față poligonală
În geometria elementară, o față este un poligon de pe frontiera unui poliedru. Există și alte poligoane, care nu sunt fețe, care sunt și ele importante pentru poliedre și pavări. Acestea sunt poligoanele Petrie, fețele vârfurilor și fațetele (de exemplu poligoane plate formare de vârfuri coplanare care nu se află pe aceeași față a poliedrului, de exemplu la poliedrele stelate).
Alte nume ale fețelor poligonale sunt laturi ale poliedrelor și plăci în teselările planului euclidian.
De exemplu, oricare dintre cele șase pătrate care mărginesc un cub este o față a cubului. Uneori termenul de "față" este folosit pentru a denumi elementele bidimensionale ale unui 4-politop. În acest sens, un Tesseract 4-dimensional are 24 de fețe pătrate, fiecare pe frontierele a câte 2 celule cubice adiacente din cele 8.
| Poliedru                          | Poliedru stelat                                                    | Pavare euclidiană                                               | Pavare hiperbolică                                | 4-politop                          |
| {4,3}                             | {5/2,5}                                                            | {4,4}                                                           | {4,5}                                             | {4,3,3}                            |
| --------------------------------- | ------------------------------------------------------------------ | --------------------------------------------------------------- | ------------------------------------------------- | ---------------------------------- |
| cubul are 3 fețe pătrate per vârf | micul dodecaedru stelat are 5 fețe în formă de pentagramă per vârf | Pavarea pătrată în planul euclidian are 4 fețe pătrate per vârf | pavarea pătrată de ordinul 5 are 5 fețe per vârf. | tesseractul are 3 fețe per latură. |

### Numărul fețelor poligonale ale unui poliedru
Suprafața oricărui poliedru convex are caracteristica Euler
{\displaystyle \chi =V-L+F=2,}
unde V este numărul vârfurilor, L este numărul laturilor, iar F este numărul fețelor. Această relație este cunoscută drept formula lui Euler pentru poliedre. Deci, numărul fețelor este egal cu numărul laturilor plus 2, minus numărul vârfurilor. De exemplu, un cub are 12 laturi și 8 vârfuri, deci are 6 fețe.

## k-față
În geometria multidimensională fețele unui politop sunt elemente din toate dimensiunile. O față în dimensiunea k este numită o „k-față”. De exemplu, fețele poligonale ale unui poliedru obișnuit sunt „2-fețe”. În teoria mulțimilor mulțimea fețelor unui politop include politopul propriu-zis și o mulțime vidă, unde mulțimea vidă are, pentru consistență, „dimensiunea” −1. Pentru orice n-politop (politop n-dimensional), −1 ≤ k ≤ n. În aceste sens, fețele unui cub includ cubul propriu-zis (3-față), fețele sale pătrate (2-față), laturile (muchiile) sale (1-fețe), vârfurile sale (0-fețe) și mulțimea vidă. Fețele unui politop 4-dimensional sunt:
- 4-față – politopul 4-dimensional însuși,
- 3-fețe – fețele poliedrice 3-dimensionale,
- 2-fețe – fețele poligonale 2-dimensionale,
- 1-fețe – laturile 1-dimensionale,
- 0-fețe – vârfurile 0-dimensionale,
- –1-față – mulțimea vidă.

În unele domenii ale matematicii, ca combinatorica poliedrică⁠(d), un politop este convex prin definiție. Formal, o față a unui politop P este intersecția P cu orice mulțime închisă de semispații⁠(d), unde frontiera este disjunctă de interiorul P. Matoušek și Ziegler folosesc o definiție puțin diferită, dar echivalentă, drept intersecția lui P cu hiperplanele disjuncte de interiorul lui P și de restul spațiului. Din această definiție rezultă că mulțimea fețelor unui politop include politopul însuși și mulțimea vidă.
În alte domenii ale matematicii, ca teoriile politopurilor abstracte și stelate, necesitatea de a fi convexe este omisă. Teoriile abstracte cer și ele ca mulțimea fețelor să includă politopul însuși și mulțimea vidă.

### Celulă sau 3-față
O celulă este un element de tip 3-față al unui politop 4-dimensional sau a unei teselări 3-dimensionale, sau din dimensiuni superioare. Celulele sunt fațete pentru 4-politopuri și 3-faguri.
Exemple:
| 4-politopuri                                       | 4-politopuri                                            | 3-faguri                                                                           | 3-faguri                                                                                                   |
| {4,3,3}                                            | {5,3,3}                                                 | {4,3,4}                                                                            | {5,3,4} |
| -------------------------------------------------- | ------------------------------------------------------- | ---------------------------------------------------------------------------------- | --- |
| tesseractul are 3 celule cubice (3-față) per față. | 120-celule are 3 celule dodecaedrice (3-față) per față. | fagurele cubic umple 3-spațiul euclidian cu cuburi, cu 4 celule (3-față) per față. | fagurele dodecaedric de ordinul 4 umple 3-spațiul hiperbolic cu dodecaedre, cu 4 celule (3-față) per față. |

### Fațetă, sau (n−1)-față
În geometria multidimensională, fațetele (numite și hiperfețe) ale unui n-politop sunt (n−1)-fețe (fețe cu o dimensiune mai puțin ca politopul însuși). Un politop este mărginit de fațetele sale.
De exemplu:
- Fațetele unui segment sunt 0-fețe, sau vârfuri.
- Fațetele unui poligon sunt 1-fețe, sau laturi.
- Fațetele unui poliedru sau a unei placări uniforme sunt 2-fețe, sau, simplu, fețe.
- Fațetele unui 4-politop sau 3-fagure sunt 3-fețe, sau celule.
- Fațetele unui 5-politop sau 4-fagure sunt 4-fețe.

### Muchie sau (n−2)-față
În terminologiile din domeniu, (n−2)-fețele unui n-politop sunt numite muchii (sau subfațete). O muchie este văzută ca frontiera dintre exact două fațete ale unui politop sau fagure.
De exemplu:
- Muchiile unui poligon sau a unei 1-placări sunt 0-fețe, sau vârfuri.
- Muchiile unui poliedru sau ale unei placări plane sunt 1-fețe, sau laturi.
- Muchiile unui 4-politop sau ale unui 3-fagure sunt 2-fețe, sau, simplu, fețe.
- Muchiile unui 5-politop sau ale unui 4-fagure sunt 3-fețe, sau celule.

### Pisc sau (n−3)-față
(n−3)-fețele unui n-politop sunt numite piscuri. La politopurile și fagurii regulați printr-un pisc trece o axă de rotație a fațetelor și muchiilor.
De exemplu:
- Piscurile unui poliedru sau ale unei placări plane uniforme sunt 0-fețe, sau vârfuri.
- Piscurile unui 4-politop sau ale unui 3-fagure convex uniform sunt 1-fețe, sau laturi.
- Piscurile unui 5-politop sau ale unui 4-fagure sunt 2-fețe, sau, simplu, fețe.